# Philippe Grandjean de Fouchy
Philippe Grandjean de Fouchy (* 1666 in Mâcon, Département Saône-et-Loire; † 6. Mai 1714 in Paris) war ein französischer künstlerischer Schriftgießer.

## Leben
Philippe Grandjean de Fouchy stammte aus einer alten angesehenen Familie und war zum geistlichen Stand bestimmt. Er hatte bereits seine Studien vollendet und war im Begriff die ersten Weihen zu empfangen, als ein Zufall ihn einer anderen, seinem Talent mehr entsprechenden Laufbahn zuführte. Als er wegen eines Rechtsstreits nach Paris gekommen war, ging er eines Tages aus Neugierde in eine Buchdruckerwerkstätte und bemerkte mit Erstaunen die Verbesserungsbedürftigkeit der Lettern, die damals in Verwendung waren. Er zeichnete noch am Abend desselben Tages zu seiner Unterhaltung einige Anfangsbuchstaben und suchte ihnen schönere Verhältnisse und eine geschmackvollere Gestalt zu geben, was ihm auch so vortrefflich gelang, dass einer seiner Freunde die ihm ohne Absicht mitgeteilten Zeichnungen zum Kanzler Pontchartrain trug. König Ludwig XIV., dem sie von diesem vorgelegt wurden, war von deren Ästhetik überrascht und ergriff die Gelegenheit, den Holländern, die bisher in der Buchdruckerei als unübertroffen galten, diesen Ruhm streitig zu machen.
So wurde Grandjean zum Kanzler beschieden und erhielt ein Ausstellungsdekret, wodurch der König ihn als graveur du roi in seine Dienste nahm. Er fand an dem Beruf Interesse und da er ein geschickter Zeichner war, machte er in der Schriftgießerei, die er schnell erlernte, bedeutende Verbesserungen und brachte es bald dahin, dass er mit Hilfe einfacher, von ihm erdachter Werkzeuge die feinsten und schärfsten Matrizen schlagen und justieren konnte. Er zeichnete für die königliche Buchdruckerei (Imprimerie royale) fast alle Lettern aller Grade um oder verbesserte sie. Die von ihm gegossenen Lettern wurden zuerst in der Staatsdruckerei angewendet und bald in ganz Frankreich und anderen Ländern nachgeahmt. 

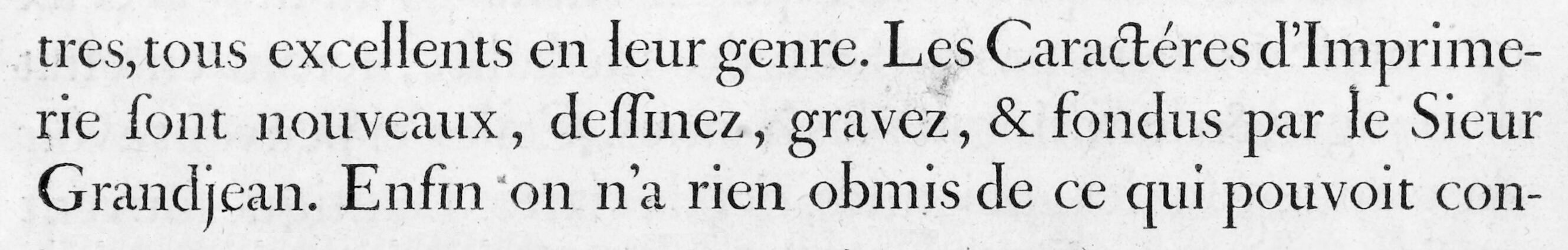
Romain du Roi

Mit Grandjeans schönster Schriftart, dem sog. Romain du Roi, dessen Entwurf 1692 beauftragt worden war, ist die Münzgeschichte Ludwigs XIV. (Médailles sur les principaux événements du règne de Louis le Grand, Paris 1702) gedruckt. Der König soll von Grandjeans Arbeit so angetan gewesen sein, dass er das Ersuchen des spanischen Königs Philipp V. ablehnte, den von diesem erbetenen Satz Lettern zu übersenden.